# Friedrich Johannsen
Friedrich Heinrich Christian Johannsen (28. februar 1781 i København – 21. maj 1851 i Flensborg) var en dansk amtmand, far til C.G.W. Johannsen og Otto Julius Georg Johannsen.

## Liv og gerning
Han nedstammede fra en gammel, fri ditmarskerslægt, som i en række af led har beklædt embeder i Danmark, og var en søn af landfoged i Nordditmarsken, konferensråd Christian Matthias Jacob Johannsen (24. januar 1747 – 20. august 1813) og dennes 1. hustru, Christiane Frederikke f. Mørk (død 9. marts 1789). Han var født i København, hvor faderen da var renteskriver i 1. slesvigske kontor, studerede i Kiel og Göttingen og blev efter endt juridisk eksamen 1803 auskultant i Rentekammeret og kancellisekretær, 1805 kontorchef i Tyske Kancelli og gjorde fra 1806 tjeneste i Feltkommissariatet, fra 1810 tillige som ordonnatør i Kiel. Da præsidentembedet i Flensborg blev oprettet ved kgl. resolution af 25. december 1810, udnævntes Johannsen, som 1807 var blevet kancelliråd, til præsident i Flensborg fra 1. april 1811, i maj samme år til virkelig justitsråd og til tillige at være amtmand i Flensborg Amt. Rentekammeret havde indstillet en anden til dette embede, men kongen, som i Holsten havde lært at skatte Johannsens administrative dygtighed, foretrak ham. Allerede 1818 befordredes Johannsen til det store amtmandsembede i Haderslev, udnævntes 1828 til konferensråd og var 1832 en af de "oplyste mænd", som kongen rådspurgte. Ved Christian VIII's kroning 1840 blev han Kommandør og 1843 Storkors af Dannebrogordenen.
Den nationale bevægelse i Sønderjylland i 1840-erne havde Johannsen ingen sympati for, men han var kongetro til det yderste og blev 1848 afsat af oprørerne. I september samme år blev han tillige med Carl Moltke og biskop Jørgen Hansen medlem af "Den kongelige Immediatkommission til fælles Bestyrelse af Hertugdømmerne Slesvig og Holsten", som aldrig kom til at træde i virkelig funktion, overtog under våbenstilstanden 1849 atter sin amtmandspost i Haderslev, kommitteredes 1850 til direktør for Overjustitskommissionen for Hertugdømmet Slesvig og udnævntes samme år til gehejmekonferensråd. Han døde 21. maj 1851 i Flensborg.

## Ægteskab
Han var gift med Ida Sophie Antoinette f. Petersen (5. marts 1790 – 22. april 1879), datter af vicekansler Gottfried Petersen i Slesvig by.